# Nicky Cooney
Nicola Val Cooney (Rotorua, 1966) es una agente de policía y exdeportista de Nueva Zelanda, que como deportista competía en salto. Representó a su país en los Juegos de la Mancomunidad de 1986 y 1990, ganando una medalla de bronce en este último. Desde 2023, ha sido el comandante del área de Eastern Bay of Plenty en la Policía de Nueva Zelanda.

## Primeros años de vida y familia
Nació en Rotorua en 1966, hija de Val y Denis Cooney. Su madre era profesora de educación física y su padre era dueño de una empresa de fosas sépticas. Comenzó a bucear cuando tenía once años. Comenzó su educación secundaria en Rotorua Girls' High School, pero más tarde se convirtió en interna en la Escuela Diocesana Waikato en Hamilton para poder entrenar diariamente en la piscina de aguas profundas de la Universidad de Waikato.

## Salto
En 1982, fue seleccionada para el equipo de salto como parte del equipo de natación escolar de Nueva Zelanda que compitió en los Juegos Escolares del Pacífico en Brisbane.
En los campeonatos nacionales de saltos de trampolín de Nueva Zelanda de 1983, terminó en segundo lugar tanto en el evento de trampolín abierto de un metro femenino como en el evento de torre abierta femenina, y ganó el Trofeo Hansells al salto individual con mayor puntaje realizado por un competidor de un grupo de edad. Posteriormente fue nombrada en el equipo de 15 integrantes de Nueva Zelanda para competir en los campeonatos mundiales por grupos de edad celebrados en Hamilton más tarde ese año, donde quedó en octavo lugar en la competencia de trampolín de un metro para niñas de 15 a 17 años.
En 1984, alcanzó el estándar de clasificación para los Juegos Olímpicos de Los Ángeles 1984, pero no fue seleccionada para el equipo de Nueva Zelanda. Sin embargo, comenzó a competir en el circuito de saltos de trampolín de América del Norte durante el verano del hemisferio norte. A principios de 1985, formó parte del equipo neozelandés de cuatro personas que compitió en Australia en la competición de buceo del Día de Australia y en los Juegos de Australia. En marzo de ese año, ganó los títulos femeninos de salto de tres metros y de salto de torre en los campeonatos de salto de Nueva Zelanda, y fue subcampeona en el evento femenino de trampolín de un metro.
A principios de 1986, fue miembro del equipo de Nueva Zelanda en la serie internacional de salto Southern Cross en Australia. En el campeonato de Nueva Zelanda de marzo de ese año, se lesionó mientras competía en la prueba de plataforma femenina y tuvo que retirarse del evento. Sin embargo, se recuperó y ganó el título de trampolín de tres metros. Más tarde ese año, compitió en el trampolín de tres metros en los Juegos de la Mancomunidad de 1986, terminando quinta con una puntuación de 469,62, un récord de Nueva Zelanda para el evento, superando el récord previamente en manos de Ann Fargher.
En 1987, retuvo su título nacional de trampolín de tres metros, y al año siguiente nuevamente fue pasada por alto para la selección para representar a Nueva Zelanda en los Juegos Olímpicos de Seúl 1988. En 1989, compitió en la Copa del Mundo de Saltos FINA en Indianápolis.
En los Juegos de la Mancomunidad de 1990 celebrados en Auckland, compitió en el trampolín de un metro femenino, en el que terminó en octavo lugar, y en el trampolín de tres metros, donde ganó la medalla de bronce. También en 1990, Cooney recibió la Medalla Conmemorativa de Nueva Zelanda 1990.

## Carrera policial
En 1990, se unió a la Policía de Nueva Zelanda, y asumió una variedad de tareas, incluida la vigilancia de primera línea y de carreteras. Después de tomarse un descanso de seis años de la policía, regresó y se convirtió en jefa del equipo de policía de carreteras en Rotorua, antes de desempeñar diversos roles gerenciales en la sede del distrito. En 2023, fue nombrada comandante del área de Eastern Bay of Plenty.